# Verrucaditha spinosa
Genre
Synonymes
- Alura Chamberlin, 1925 nec Moschler, 1884

Espèce
Synonymes
- Chthonius spinosus Banks, 1893
- Verrucaditha megaloptera Chamberlin, 1929

Verrucaditha spinosa, unique représentant du genre Verrucaditha, est une espèce de pseudoscorpions de la famille des Tridenchthoniidae.

## Distribution
Cette espèce est endémique des États-Unis. Elle se rencontre en Floride, au Mississippi, en Louisiane, au Missouri, en Caroline du Nord, en Illinois, en Indiana et en Ohio.

## Description
La femelle holotype mesure 1,7 mm.
Le mâle décrit par Chamberlin et Chamberlin en 1945 mesure 1,21 mm et les femelles de 1,25 à 1,26 mm.

## Publications originales
- Banks, 1893 : New Chernetidae from the United States. Canadian Entomologist, vol. 25, p. 64-67 (texte intégral).
- (en) Joseph Conrad Chamberlin, « A synoptic classification of the false scorpions or chela-spinners, with a report on a cosmopolitan collection of the same. Part 1. The Heterosphyronida (Chthoniidae) (Arachnida-Chelonethida) », Annals and Magazine of Natural History, 10e série, vol. 4, no 19,‎ juillet 1929, p. 50-80 (ISSN 0374-5481, OCLC 4806285231, DOI 10.1080/00222932908673028, présentation en ligne).